# George McDuffie
George McDuffie, född 10 augusti 1790 i Columbia County, Georgia, död 11 mars 1851 i Sumter District (nuvarande Sumter County), South Carolina, var en amerikansk politiker. Han var guvernör i South Carolina 1834-1836. Han representerade South Carolina i båda kamrarna av USA:s kongress, först i representanthuset 1821-1834 och sedan i senaten 1842-1846.
McDuffie utexaminerades 1813 från South Carolina College (numera University of South Carolina). Han studerade sedan juridik och inledde 1814 sin karriär som advokat. Han gick med i demokrat-republikanerna. Han blev invald i representanthuset i kongressvalet 1820. Han utkämpade dueller år 1822 och fick bestående hälsoproblem på grund av skador som han fick i sammanhanget. Han var anhängare av Andrew Jackson efter att partiet år 1824 splittrades och han gick senare med i demokraterna.
McDuffie efterträdde 1834 Robert Y. Hayne som guvernör. Han efterträddes två år senare av Pierce Mason Butler.
Senator William C. Preston avgick 1842 och efterträddes av McDuffie. Han avgick i sin tur år 1846 och efterträddes av Andrew Butler.
McDuffie avled 1851 och hans grav finns i Sumter County.